# 愛という名の疑惑
『愛という名の疑惑』（あいというなのぎわく、Final Analysis）は、1992年のアメリカ合衆国のサスペンス映画。
精神科医が患者と関係者との事件に巻き込まれるさまを描いている。リチャード・ギアが主演と製作総指揮を兼任。
リチャード・ギアとキム・ベイシンガーは『ノー・マーシィ/非情の愛』に続けて二度目の共演となる。

## ストーリー
サンフランシスコで精神科医をしているアイザックは、悪夢にさいなまされる患者ダイアナを通じて彼女の姉ヘザーとも知り合い、深い仲になる。
ヘザーは少量の酒で暴力をふるい、しかもその時の記憶が残らないという精神的な問題を抱えていた。
ある時、ヘザーは夫を殺害した容疑で逮捕されるが、アイザックはヘザーが酩酊状態にあったことを証明して、彼女の無罪を勝ち取るのを助ける。
だが、ダイアナの夢がフロイトの論文から引用である事が判明したことがきっかけで、ヘザーが夫に多額の保険金をかけておりダイアナもその犯罪の片棒を担いでいたことが分かる。★夫に多額の保険が掛けられていたことは事実だが、ヘザーがかけたわけではない。★

## キャスト
※括弧内は日本語吹替
- アイザック・バー - リチャード・ギア（津嘉山正種）： 精神科医。
- ヘザー・エヴァンズ - キム・ベイシンガー（弥永和子）： アイザックの患者ダイアナの姉。
- ダイアナ・ベイラー - ユマ・サーマン（土井美加）： ヘザーの妹。アイザックの患者。
- ジミー・エヴァンズ - エリック・ロバーツ（大塚明夫）： ヘザーの夫。
- マイク・オブライエン - ポール・ギルフォイル（西村知道）： 弁護士。アイザックの親友。
- ハギンズ刑事 - キース・デイヴィッド（玄田哲章）： アイザックを敵視。
- アラン・ローウェンソール - ロバート・ハーパー（英語版）（吉水慶）： アイザックの同僚医師。
- ペペ・カレロ - アグスティン・ロドリゲス（小形満）
- グルーシン医師 - リタ・ゾーハー（久保田民絵）
- ヘクター - トニー・ジェナロ（島香裕）
- 検察官 - ハリス・ユーリン（納谷六朗）※クレジットなし。

### 日本語版
- プロデューサー：小川政弘、貴島久祐子
- 翻訳：中島多恵子
- 演出：中野寛次
- 録音：熊倉亨
- 製作：東北新社

## スタッフ
- 監督：フィル・ジョアノー
- 製作総指揮：リチャード・ギア、マギー・ワイルド
- 製作：ポール・ユンガー・ウィット（英語版）、チャールズ・ローヴェン、トニー・トーマス（英語版）
- 原案：ロバート・バーガー、ウェズリー・ストリック
- 脚本：ウェズリー・ストリック
- 音楽：ジョージ・フェントン
- 撮影監督：ジョーダン・クローネンウェス
- 編集：トム・ノーブル
- 美術：ディーン・タブラリス
- 衣装：オード・ブロンソン・ハワード
- 提供：ワーナー・ブラザース、ウィット/トーマス・プロダクションズ、ローヴェン=カヴァロ・エンタテインメント